# Jacques-Donatien Le Ray de Chaumont
Jacques-Donatien Le Ray de Chaumont (1 de setembro de 1726 - 22 de fevereiro de 1803) foi um francês "Pai da Revolução Americana", mas depois um oponente da Revolução Francesa. Seu filho de mesmo nome, conhecido também na América como James Le Ray, acabou se tornando um cidadão dos Estados Unidos e se estabeleceu em Le Ray, Nova York, EUA.